# Jamsil (metropolitana di Seul)
Jamsil (잠실역 - 蠶室譯, Jamsil-yeok), chiamata in inglese Jamsil Station, è una stazione della metropolitana di Seul di interscambio fra la linea 2 e la linea 8 della metropolitana di Seul. La stazione si trova nel quartiere di Songpa-gu, a Seul. Nelle vicinanze si trova il più grande parco divertimenti al chiuso della Corea, e uno dei più grandi del mondo, il Lotte World.

## Linee
Seoul Metro
● Linea 2 (Codice: 216)
 SMRT
● Linea 8 (Codice: 814)

## Struttura
La linea 2, con due marciapiedi laterali è realizzata su viadotto, mentre la 7, anch'essa con marciapiedi laterali, è sotterranea. Entrambe sono dotate di porte di banchina (a metà altezza per la linea 2).
Linea 2
| Circ. interna | ● Linea 2 | per Jamsil, Seolleung, Gangnam e Gyodae                                   |
| Circ. esterna | ● Linea 2 | per Wangsimni, Dongdaemun History & Culture Park, Euljiro 3-ga e Sicheong |

Linea 8
| Direzione Amsa  | ● Linea 8 | per Mongchontoseong, Gangdong-gucheong, Cheonho e Amsa |
| Direzione Moran | ● Linea 8 | per Songpa, Mercato Garak, Bokjeong e Moran            |

## Stazioni adiacenti
| «               | Servizio | »        |
| Linea 2         | Linea 2  | Linea 2  |
| --------------- | -------- | -------- |
| Jamsillaru      | -        | Sincheon |
| Linea 8         |          |          |
| Mongchontoseong | -        | Seokchon |